# Lýmpia
Lýmpia är en ort i Cypern.   Den ligger i distriktet Eparchía Lefkosías, i den östra delen av landet, 21 km söder om huvudstaden Nicosia. Lýmpia ligger 252 meter över havet och antalet invånare är 2 262. Den ligger på ön Cypern.
Terrängen runt Lýmpia är platt åt nordväst, men åt sydost är den kuperad.Trakten runt Lýmpia är ganska tätbefolkad, med 166 invånare per kvadratkilometer. Närmaste större samhälle är Larnaca, 16,9 km sydost om Lýmpia. Trakten runt Lýmpia består till största delen av jordbruksmark.